# جيف هوغيس
جيف هوغيس (بالإنجليزية: Jeff Hughes)‏ (20 أغسطس 1984 بكوفينغتون في الولايات المتحدة - ) هو لاعب كرة قدم أمريكي في مركز الهجوم. لعب مع ميونخ 1860 وCincinnati Kings ‏ وWilmington Hammerheads FC ‏ وCincinnati Kings Indoor Team ‏ وبيتسبورغ ريفرهوندز وKansas City Comets (founded 2010) ‏ وSan Diego Sockers (2009) ‏ وUtica City FC ‏.

## وصلات خارجية
- جيف هوغيس على موقع قاعدة بيانات كرة القدم.إي يو (الإنجليزية)